# Franz Roh

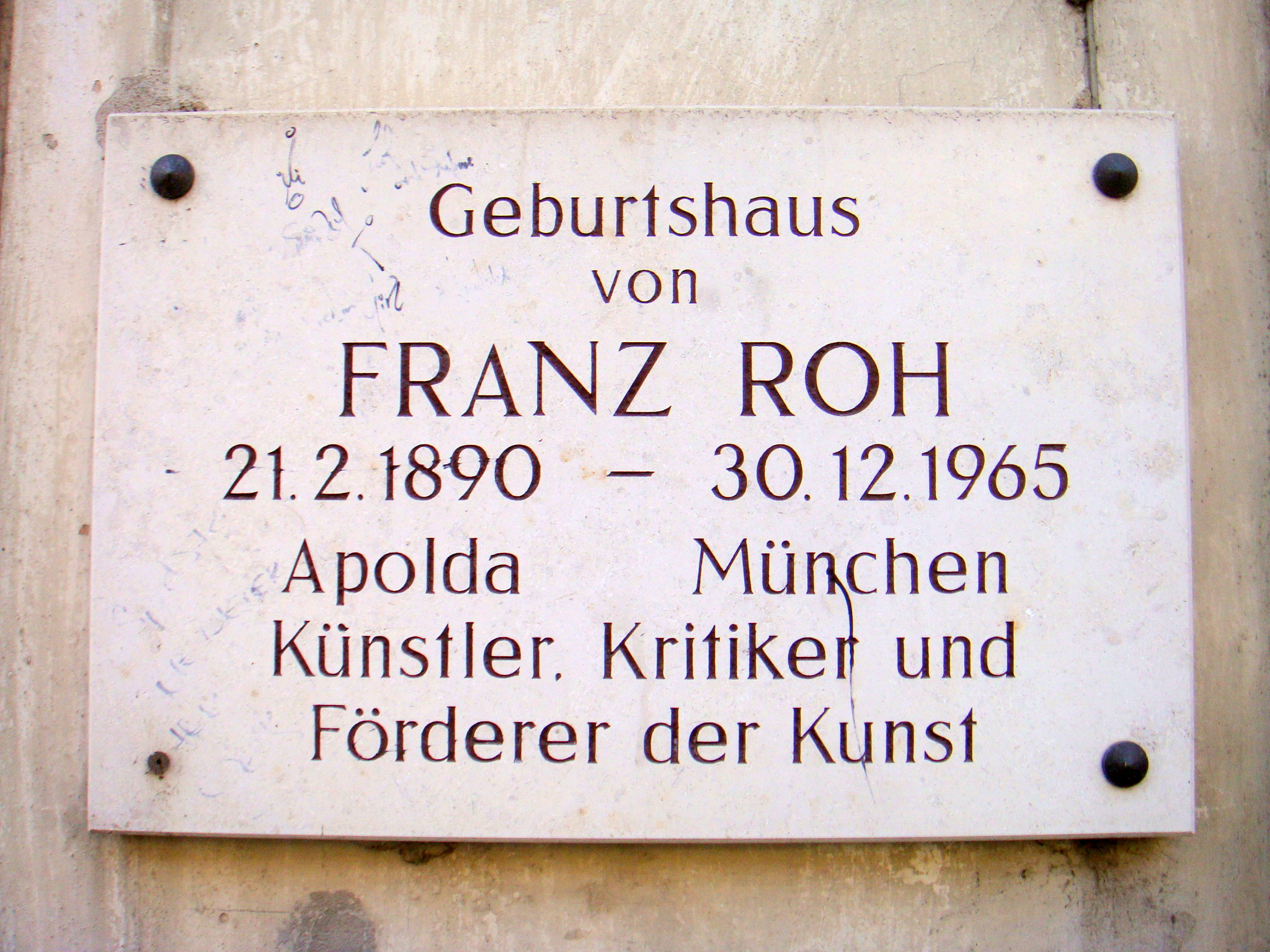
Minnesplakett vid Rohs födelsehem i Apolda.

Franz Roh, född 21 februari 1890 i Apolda, Thüringen, död 30 december 1965, var en tysk konstkritiker och fotograf.
Roh påbörjade studier i germanistik, historia, filosofi och slutligen konsthistoria, som han doktorerade i år 1920 vid Münchens universitet. Hans aktiva stöd för Bayerska rådsrepubliken omöjliggjorde dock en akademisk karriär. I stället arbetade han som privatlärare och skrev konstkritik för olika tidskrifter.
Roh är mest känd för sin essä Nachexpressionismus. Magischer Realismus, tryckt 1925, där han myntade termen magisk realism. I essän hyllar han den rörelse bort från expressionismens abstraktion som han hade iakttagit under 1920-talet, där de innovationer och den kraft som funnits i expressionismen tilläts riktas mot verkliga föremål. Essän översattes till spanska 1927 och trycktes i utökad form som bok på spanska samma år.
År 1933 sattes Roh i förvar under tre månader och fick publiceringsförbud, men fortsatte att skriva opublicerade texter. Direkt efter andra världskriget blev han en makthavare inom Münchens konstliv, bland annat som medarbetare vid Die Neue Zeitung och som konsult i konstfrågor vid stadens myndigheter. Åren 1946–1953 undervisade han i modern konsthistoria vid Münchens universitet.

## Verk i urval
- Nach-Expressionismus – Magischer Realismus: Probleme der neuesten europäischen Malerei (Leipzig: Klinkhardt & Biermann, 1925)
- Max Beckmann als Maler (München: Desch, 1947)
- "Entartete" Kunst. Kunstbarbarei im Dritten Reich (Hannover: Fackelträger-Verlag, 1962)